# Lista de pintores do impressionismo
Lista de pintores do impressionismo ordenada de acordo com o sobrenome:

## A
- Georgina de Albuquerque
- Georges Andrique
- Charles Angrand
- Georg Arnold-Graboné

## B
- Lucy Bacon
- George Herbert Baker
- John Noble Barlow
- Henri Alphonse Barnoin
- Samora Barros
- Maxwell Bates
- Baum Circle
- Edgar Schofield Baum
- Walter Emerson Baum
- Frédéric Bazille
- Frank Weston Benson
- Jean Béraud
- Helen Berman
- John E. Berninger
- Paul-Albert Besnard
- Emil Bisttram
- Eugène Boudin
- Marie Bracquemond
- Maurice Braun
- Louise Catherine Breslau
- Francis Focer Brown
- Karl Buesgen
- John Elwood Bundy
- Dennis Miller Bunker
- Mykola Burachek

## C
- Gustave Caillebotte
- Elio Carletti
- Emily Carr
- Mary Cassatt
- Émile-Gustave Cavallo-Péduzzi
- Elizabeth Charleston
- Chafik Charobim
- William Merritt Chase
- Antonín Chittussi
- Alson S. Clark
- Egerton Coghill
- Charles Conner
- Colin Campbell Cooper
- Lovis Corinth

## D
- Nicolae Dărăscu
- Max Dauthendeyccú
- Charles Harold Davis
- Joseph DeCamp
- Edgar Degas
- Ettore DeGrazia
- Robert Delaunay
- Russell Detwiler
- Thomas Dewing
- Arthur Diehl
- Pieter Franciscus Dierckx
- Paul-Henri DuBerger
- Henri-Julien Dumont
- Augustus Dunbier
- Cadima,Deolindo Pessoa

## E
- George Wharton Edwards

## F
- Julian Fałat
- F cont.
- Károly Ferenczy
- John Fulton Folinsbee
- William Forsyth
- E. Charlton Fortune
- Frederick Carl Frieseke

## G
- Daniel Garber
- Erkan Geniş
- Harald Giersing
- Frank J. Girardin
- Eva Gonzalès
- Edmund Greacen
- Nicolae Grigorescu
- Ivan Grohar
- Peter Alfred Gross
- Richard Gruelle
- Emil Gruppe
- Wu Guanzhong
- Armand Guillaumin
- Francisco Romano Guillemin
- Nazmi Ziya Güran
- Vincent Van Gogh
- Félix Ziem

## H
- Armin Hansen
- Childe Hassam
- Nathaniel Hill (artist)
- Erik Hoppe
- Oluf Høst
- Vasile Hutopilă

## I
- Wilson Irvine

## J
- Rihard Jakopič
- Johan Jongkind
- Ásgrímur Jónsson

## K
- Joseph Kleitsch
- Ivana Kobilca
- Konstantin Korovin
- Constantin Kousnetzoff
- Albert Henry Krehbiel

## L
- William Langson Lathrop
- John Lavery
- Albert Lebourg
- Henri Le Sidaner
- Georges Emile Lebacq
- August Lemmer
- Niels Lergaard
- Max Liebermann
- Liebermann-Villa
- Arlington Nelson Lindenmuth
- Ştefan Luchian
- Vilhelm Lundstrøm
- Laura Muntz Lyall

## M
- Sheila McClean
- Dugald Sutherland MacColl
- Frank McKelvey
- William McTaggart
- Édouard Manet
- Alexander Mann
- Jacques Maroger
- Lewis Henry Meakin
- Willard Metcalf
- Claude Monet
- Berthe Morisot

## N
- Giuseppe De Nittis

## O
- Leonard Ochtman
- Michalis Oikonomou
- Aloysius O'Kelly
- Francisco Oller
- Frank O'Meara
- Julian Onderdonk
- O cont.
- Walter Osborne

## P
- Lawton S. Parker
- William McGregor Paxton
- Lilla Cabot Perry
- Theodor Philipsen
- Ramon Pichot
- Camille Pissarro
- Władysław Podkowiński
- Edward Henry Potthast
- Mary Elizabeth Price

## R
- Victor Noble Rainbird
- Joseph Raphael
- Edward Willis Redfield
- Robert Reid
- Pierre-Auguste Renoir
- Mary Curtis Richardson
- Theodore Robinson
- Guy Rose
- Herman Rose
- Olaf Rude
- Vlady Kibalchich Russakov

## S
- Alexei Savrasov
- Zinaida Serebriakova
- Valentin Serov
- Robert B. Sherman
- Walter Sickert
- Edward Simmons
- Alfred Sisley
- Antonín Slavíček
- Max Slevogt
- Joaquín Sorolla
- Otto Stark
- T. C. Steele
- Philip Wilson Steer
- Georges Stein
- Matej Sternen
- William Stott
- Jack Sudlow
- Marc Aurèle de Foy Suzor-Coté
- Sigurd Swane
- Pál Szinyei Merse
- Jens Søndergaard

## T
- Algernon Talmage
- Edmund C. Tarbell
- Ten American Painters
- Frits Thaulow
- Henry Tonks
- Ivan Trush
- John Henry Twachtman

## U
- Lesser Ury

## V
- Pierre Adolphe Valette
- Serhii Vasylkivsky
- Robert Vonnoh
- Beta Vukanović
- Rista Vukanović
- Eliseu Visconti

## W
- Marion Wachtel
- Orlando Gray Wales
- Everett Warner
- Stokely Webster
- J. Alden Weir
- Konstantin Westchilov

## Y
- Konstantin Yuon

## Z
- Federico Zandomeneghi
- Stanislav Zhukovsky